# Tân Sơn, Bắc Ninh
Tân Sơn là một xã thuộc tỉnh Bắc Ninh, Việt Nam.

## Địa lý
Xã Tân Sơn có vị trí địa lý:
- Phía đông giáp xã Sa Lý
- Phía tây giáp xã Chi Lăng, tỉnh Lạng Sơn
- Phía nam giáp xã Sơn Hải
- Phía bắc giáp xã Quan Sơn, tỉnh Lạng Sơn.

Xã Tân Sơn có diện tích 95,37 km², dân số 14.823 người, mật độ dân số đạt 155 người/km².

## Lịch sử
Ngày 10 tháng 7 năm 1958, Bộ Nội vụ ban hành Nghị định số 225-NV về việc thành lập xã Tân Sơn thuộc huyện Lục Ngạn trên cơ sở 6 thôn: Bả, Bến, Cấm, Hoa, Mân, Mông của xã Cấm Sơn.
Ngày 27 tháng 10 năm 1962, Quốc hội ban hành Nghị quyết về việc thành lập tỉnh Hà Bắc trên cơ sở tỉnh Bắc Giang và tỉnh Bắc Ninh. Khi đó, xã Tân Sơn thuộc huyện Lục Ngạn, tỉnh Hà Bắc.
Ngày 6 tháng 11 năm 1996, Quốc hội ban hành Nghị quyết về việc chia tỉnh Hà Bắc thành tỉnh Bắc Giang và tỉnh Bắc Ninh. Khi đó, xã Tân Sơn thuộc huyện Lục Ngạn, tỉnh Bắc Giang.
Ngày 16 tháng 6 năm 2025, Ủy ban Thường vụ Quốc hội ban hành Nghị quyết số 1658/NQ-UBTVQH15 của UBTVQH về việc sắp xếp các đơn vị hành chính cấp xã của tỉnh Bắc Ninh năm 2025. Theo đó, sắp xếp toàn bộ diện tích tự nhiên, quy mô dân số của xã Cấm Sơn và xã Tân Sơn thành xã mới có tên gọi là xã Tân Sơn.